# Ormyrus halimodendri
Ormyrus halimodendri är en stekelart som beskrevs av Zerova 1985. Ormyrus halimodendri ingår i släktet Ormyrus och familjen kägelglanssteklar.
Artens utbredningsområde är Turkmenistan. Inga underarter finns listade i Catalogue of Life.